# Cenobelino de Barros Serra
Cenobelino de Barros Serra ( Belém do Descalvado, atual Descalvado, em 1 de abril de 1890 - São José do Rio Preto, 19 de abril de 1953) foi médico e político brasileiro.

## Biografia
Filho de Antônio de Campos Serra e Cândida Evangelista de Toledo Barros Penteado. Realizou os primeiros estudos em casa com preceptores e o curso secundário no Hydecraft College de 1902 a 1906 e no Ginásio “Macedo Soares” de 1906 a 1907. No ano seguinte, frequentou o 1º ano da Faculdade de Medicina da Praia Vermelha, no Rio de Janeiro. Transferiu-se, em 1908, para a Universidade de Genebra, na Suíça, onde se formou em Ciências Médicas em 1910.
Serviu durante oito meses como voluntário da Cruz Vermelha nos campos de batalha da Sérvia, durante a Primeira Guerra Mundial, e trabalhou em vários hospitais suíços de 1916 a 1918. Na Europa, foi assistente na cátedra de cirurgia do doutor Girard, um dos maiores cirurgiões da época, e na cátedra de Clínica Médica do Dr. Bard. Na Universidade de Genebra, doutorou-se em Medicina, em 1918. Neste mesmo ano, regressou ao Brasil. Apesar das dificuldades da guerra, ele não deixou de enviar notícias para a família. Num cartão postal de Salonique, no dia 25 de setembro de 1914, escreveu ao irmão, que estudava na Escola de Engenharia de Ouro Preto (MG):
Após a guerra, médico se estabelece em Rio Preto, em 1919, onde passou a clinicar como médico. Escolheu a cidade após o convite de seu cunhado, o farmacêutico Pedro Dória Sobrinho. No ano seguinte, realizou importante intervenção craniana em Rio Preto, a primeira craniotomia do Brasil, cujos resultados foram publicados em importante revista médica, especializada. Conquistou prestígio, renome e vasta clientela. De 1921 a 1925, lutou pela fundação da Santa Casa de Misericórdia de Rio Preto, onde foi agraciado com o título de Fundador Benemérito. Em 1926, ajudou a fundar a Sociedade de Medicina e Cirurgia de Rio Preto, fazendo parte da primeira diretoria ocupando o cargo de vice-presidente.
Dedicou-se à medicina durante toda sua vida, envolveu-se em todos os movimentos cívicos de seu tempo e liderou a política na cidade e região. Em 1924, com outros riopretenses, ajudou a defender a cidade dos invasores da Coluna Prestes e, em 1932, foi membro da Frente Única de Rio Preto na Revolução Constitucionalista, sendo Comissário no 3º. Regimento “9 de Julho” de Rio Preto, com a patente de Capitão. Nessa condição, percorreu toda a região até as margens do Rio Grande. Ingressou na política em 1921 como vice-presidente do Partido Republicano Paulista, foi vereador e mais tarde prefeito por várias legislaturas, além de deputado estadual. Foi prefeito de Rio Preto em 1926, em 1928, de 1929 a 1930, de 1938 a 1941, e de 1948 a 1951.
Antônio de Barros Serra, irmão do dr. Cenobelino, lecionou Ciências durante muitos anos no Instituto de Educação “Monsenhor Gonçalves”, sendo aí carinhosamente chamado “Professor Serrinha”, e foi seu grande articulador político. Durante seus mandatos, Cenobelino realizou importantes obras públicas na cidade, entre as quais merecem especial destaque: a criação de escolas municipais (rurais e urbanas), a munici-palização dos Serviços de Águas e Esgotos e o início das obras do atual Palácio das Águas. Incentivou a formação do Parque Industrial de Rio Preto. Colaborou para a instalação do Ginásio do Estado na cidade. Casou-se com Concheta de Pietro de Barros Serra, descendente de família italiana, que se apaixonou pelo jovem e viajado médico. Tiveram quatro filhos: o Dr. Antonio de Barros Serra Sobrinho, as professoras Neide de Barros Serra e Ignez de Barros Serra Andrade e Joaquim A. de Barros Serra.
Residiram no sobrado localizado na esquina das ruas Tiradentes e Voluntários de São Paulo, mais tarde Palácio Episcopal, e ao lado, o consultório médico. Posteriormente, transferiu-se para ampla residência, no cruzamento das ruas Siqueira Campos e Presciliano Pinto, no bairro da Boa Vista, palco de grandes acontecimentos políticos, já demolida. A família Barros Serra de Rio Preto tinha parentesco com o interventor e depois governador do Estado Dr. Adhemar Pereira de Barros e com o Dr. Theothonio Monteiro de Barros. Seus sobrinhos, Oscar, Tácio e Renato de Barros Serra Dória, filhos de Maria de Barros Serra e do farmacêutico Pedro Dória Sobrinho, formaram-se em medicina e, como o tio, atuaram em Rio Preto, salvando vidas e engrandecendo a profissão.
Descendentes das famílias Barros Serra e Serra Dória continuam residindo e contribuindo para o desenvolvimento de nossa cidade. Doutor Cenobelino de Barros Serra faleceu no dia 14 de dezembro de 1953, em Rio Preto. A população da cidade e região compareceu à celebração, na Catedral, da Missa de Requiem oficiada por D. Lafayette Libânio, ao som de musicas sacras executadas pelos maestros Ranzini (violoncelo) e Florindo Mani (violino). Em seguida, acompanhou contrita ao seu sepultamento no Cemitério da Ressurreição, na Vila Ercília. Dr. Cenobelino de Barros Serra, figura carismática, soube comandar com calma as mais difíceis situações. Respeitado por correligionários e adversários. Foi um grande líder e um dos personagens mais ilustres da história rio-pretense. 